# Melicertus kerathurus
Melicertus kerathurus es una especie de decápodo comestible de la familia Penaeidae. En España se conoce con diferentes nombres, langostino, langostinos de Vinaroz cuando se capturan en caladeros próximos a Vinaroz en el delta del Ebro, y «langostino de Sanlúcar» cuando se pesca en caladeros próximos a la localidad de Sanlúcar de Barrameda en el delta del Guadalquivir, teniendo este último reconocida la denominación de origen por su calidad, diferenciación genética, y propiedades organolépticas.

## Descripción
Habitualmente entre los 11 y 17 cm, puede alcanzar como máximo los 23 cm de longitud. Aunque suele ser de color verde pálido o amarillento, presentando manchas transversales discontinuas de color marrón, aquel con denominación de origen de langostino de Sanlúcar de Barrameda, se diferencia por tener un tono más rosado o parduzco, y presentar un color tornasol en la cola, que aún siendo de color rojiza o rosada, se torna azul con brillos dorados y gualdos, y arco iris, al exponerse a la luz del sol.

## Distribución
Se distribuye en la zona oriental del océano Atlántico, desde el sur de Inglaterra hasta Angola. También se encuentra en el mar Mediterráneo.

## Hábitat
Vive en aguas marinas poco profundas, entre 5 y 40 metros, aunque se han capturados ejemplares a 640 metros de profundidad en el  canal de Sicilia. Prefiere los fondos arenosos y los estuarios de los ríos.